# Szín

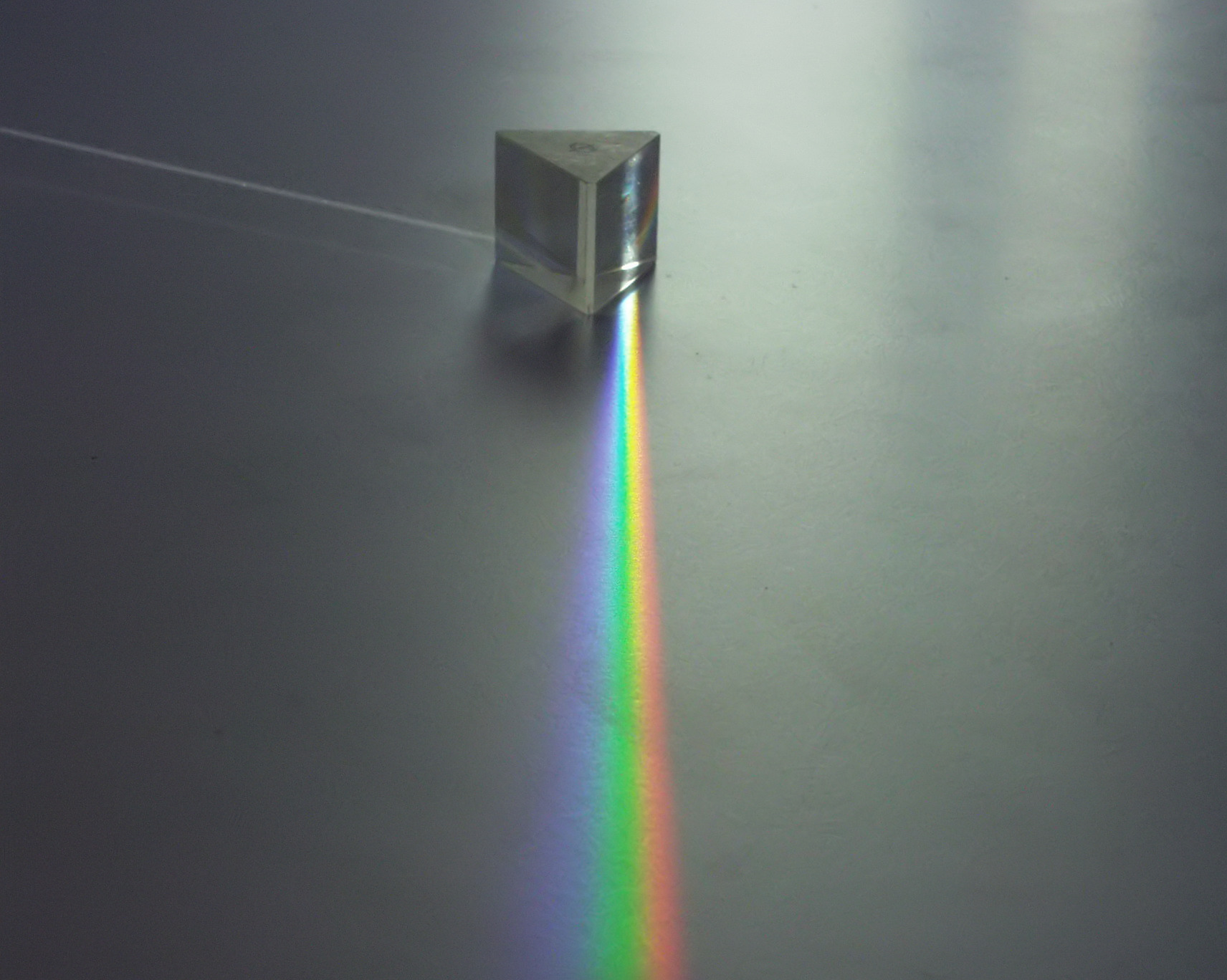
Színkép létrehozása prizmával

Köznapi értelemben a szín a környezet tárgyainak látással érzékelhető azon tulajdonsága, amit olyan fogalmakkal írunk le mint a vörös, sárga, zöld és kék stb.
A különböző tárgyak a rájuk eső fényt különböző, rájuk jellemző módon nyelik el illetve verik vissza (színinger). Ez érvényes a fényáteresztés által okozott színes jelenségekre is.  Az emberi látás a visszaverődő fények egyedi sajátosságát (hullámhosszát) színként érzékeli. Agyunk pedig az érzékelt színt az adott tárgy tulajdonságaként értelmezi (érzéklet).
Tudományos szempontból a színészlelet olyan a látással érzékelhető fiziológiai érzet, amelyet a látható fény kelt, méghozzá a hullámhosszától függő minőségben.
A színek a fény hullámhosszával változnak. A látható fények kb. 380-760 nm hullámhossz közé esnek. Ez a teljes látható színspektrum. Ezen belül a fény hullámhosszának változásával együtt változik az észlelt szín (vörös, vöröses narancs, narancs, narancsossárga, sárga stb. az ultraibolyáig), amely tehát az idegrendszerben képződött észlelet az adott hullámhosszú fényingerre.
Isaac Newton fedezte fel, hogy a fény különböző hullámhosszúságú sugarak összessége. A fény útjába állított prizma megtöri a sugarak útját, és a színek láthatóvá válnak (a szivárvány hét színe). A tárgyak színe a visszavert fénysugaraktól függ, a többit az anyag elnyeli. Monokromatikus színes fényt LED vagy lézer segítségével lehet előállítani. A LED fényforrások általában több hullámhosszon is sugároznak, de ezt az emberi látás egyetlen színű fényként észleli.
E szócikk olyan megfogalmazásokat tartalmaz, amelyek között szigorúan véve ellentmondás van. Ilyenek a művészet, a nyomdászat, a festékgyártás, a televíziós és számítógépes színvisszaadás területe. Emiatt elsődlegesnek tekintjük a műszaki tudományos vonatkozásokat, ennek van ugyanis rögzített, nemzetközileg elfogadott terminológiája. Ezen a területen elsődleges a Nemzetközi Világítástechnikai Bizottság által kibocsátott szabvány, amely társult intézményként a Nemzetközi Elektrotechnikai Bizottsággal együttműködve világszerte érvényes szabványként határozza meg. Megállapításai megjelennek a Nemzetközi Szabványügyi Szervezet (ISO) kiadványaiban, valamint a Nemzetközi Súly- és Mértékügyi Hivatalnak e szakterületre vonatkozó dokumentációjában. A magyar szabványnak ezt követnie kell, ám ez a közelmúltban nem valósult meg. Emiatt a magyar nyelvű kifejezéseket a XX. századi magyar szabvány alapján adjuk meg, de a XXI. századi angol nyelvű szabványok alapján értelemezzük. Az legfrisebb magyar szabvány az MSZ 9620-1:1990
Fénytechnikai terminológia azzal a 2003-ban betoldott kiegészítéssel, hogy frissítése szükséges (ez azt jelenti, hogy törlése és új szabvány készítése tervbe van véve).

## A szín fogalma a Nemzetközi Világítástechnikai Szótár szerint
A szín a vizuális érzéklet azon tulajdonsága, amelynél valamely felület tulajdonságai hasonlóak az olyan észleletekhez, mint a vörös, sárga, zöld és kék, illetve ezek kombinációja
Az észlelt szín vizuális érzéklet, amit olyan szavakkal fejezünk ki, mint sárga, narancs, barna, vörös, rózsaszín, zöld, kék, vagy bíbor, illetve olyan akromatikus érzékletek nevével, mint fehér, szürke, fekete; és olyan kifejezésekkel minősítünk, mint ragyogó, fakó, fényes, sötét, vagy ezek kombinációja.
Az észlelt szín függ a színinger spektrális tulajdonságaitól, az ingert létrehozó felület méretétől, alakjától, szerkezetétől, és környezetétől; függ az észlelő adaptációs állapotától, tapasztalataitól, és a megfigyelthez hasonló érzékletere vonatkozó emlékeitől. A színészlelet kifejezhető, mint térfogati szín, fényszín, testszín, vagy Ganzfeld szín. 
Irodalmi hivatkozások: (angol)
Magyar szabvány: (12 szabványlap első lapja, kiegészítésekkel)

### Színszám
A hétköznapi életben színek azonosítása tartalmazza annak telítettségét is és világosságát is. Amennyiben az ezektől elvonatkoztatott tulajdonságát akarjuk megadni, ehhez önálló azonosítóra van szükség. Számszerű kiértékeléseknél előnyös,ha ez mérőszámmal fejezhető ki, és így minőségi jellemzőként használható.
- Domináns színinger hullámhossz. Numerikus adat, számításokba bevonható, sajnálatos azonban, hogy színlátásunkkal nem arányos. Például egy nanométer eltérés a zöldek tartományában már észrevehető, de a a 700 és 780 nanométer közti színkülönbséget alig vesszük észre.
- Munsell. A színek azonosítását szám és betű jelzi, ezért numerikus számítások nem végezhetők vele. Albert Munsell halála után létrehoztak egy mérőszámot, amely nullától százig azonosítja a színeket, de ez nem hivatalos. Ennek két következménye van. Egyrészt a színvisszaadási index (CRI) méréséhez törtszámmal jellemzett Munsell mintákat is fel lehet használni (például a 4,5R 4/13 csak a részletes színatlaszban található meg). Másrészt ezzel a módszerrel kezelhetővé válnak az átmeneti értékek, például a 10Y (sárga) után folytonosan következik a 0,01GY (zöld-sárga), amelyek között észrevehetetlenül kis különbség van.

| sorszám   | 0    | 10  | 20   | 30  | 40   | 50  | 60   | 70  | 80   | 90  | 100  |
| azonosító | 10RP | 10R | 10YR | 10Y | 10GY | 10G | 10BG | 10B | 10PB | 10P | 10RP |
- Ostwald. Ez a színkör 24 egyenlő részből áll, amelyek neve nem numerikus. A kutatók ezen úgy segítenek, hogy nulla és 24 között arányos és folytonos számértékeket használnak.
- CIE 1931. Ez hivatalos ugyan, de színazonosító mérőszámot nem tartalmaz. Helyette ki szokták számítani a fehérnek a domináns színinger pontjával összekötő vonal irányát. Gyakran használják például így: {\displaystyle tg\phi }. Ez a módszer általánosan szokásos több színtér estén, bár az azonos színezetű vonalak egyiknél sem esnek pontosan egy egyenes vonalra. A színkör kezdőpontját a megvilágítás (a fehérpont) iránya adja meg; D65 fényforrás esetén kb. 622 nm.
- CIELUV. Önálló színszámot kapott {\displaystyle h_{uv}} színezeti szög (hue angle) formájában. Ehhez először számítjuk az u'v' színezeti jellemzőket:

{\displaystyle u'={\frac {4X}{X+15Y+3Z}}={\frac {4x_{n}}{-2x_{n}+12y_{n}+3}}={\frac {4x}{-2x+12y+3}}}
{\displaystyle v'={\frac {9Y}{X+15Y+3Z}}={\frac {9y_{n}}{-2x_{n}+12y_{n}+3}}={\frac {9y}{-2x+12y+3}}}
éppígy a megvilágításra vonatkozó értékeket (n, vagy 0 jelzi):
majd ebből az u*v* jellemzőket:
{\displaystyle u^{*}=13\;L^{*}(u'-u_{n}')}
{\displaystyle v^{*}=13\;L^{*}(v'-v_{n}')}
ennek ismeretében a színezeti szöget:
{\displaystyle h_{uv}=\arctan \left({\frac {v^{*}}{u^{*}}}\right)}
A színezeti szög kezdőpontja az u', illetve az u* pozitív iránya, és 360°-os szögben értelmezzük.
- CIELAB. A színezeti szög értelmezése épp olyan, mint a CIELUV színtérnél.

{\displaystyle h_{ab}^{\circ }=\operatorname {atan} {\frac {b^{*}}{a^{*}}}} (a pozitív a* tengelytől indulva).
- CIECAM. A CIELAB színtér változata, azzal az igénnyel, hogy az azonos színezetű vonalak egyenesek legyenek. A színezeti szög mérésének kezdőpnotja az {\displaystyle a_{c}} pozitív értékeinek iránya. A színezeti szög értéke az óramutató járásával ellentétes irányban növekszik.
- COLOROID. A színezetek iránya azonos a CIE1931 irányszögével, ezt az A színességi változó jeleníti meg, amely alfanumerikus, ezért közvetlen számításra nem használható. A COLOROID végpontja  a 625 nm, ezen belülre esik a 622 nm. Ugyanakkor a kezdőpont az A10 jelű 570,8 nm hullámhosszágú sárga szín, amelynek irányszöge a CIE1931 színtérben 58° (D65 fényforrás esetén). A színezetek iránya fordított a CIE színháromszögre épülő többi színtérhez képst; az óramutató járásával egyező. Ezért van, hogy az 58°-os A10-től a színszámok növekszenek, például az A31,9 vörös szín irányába; ennek iránya a nulla fok (a CIE1931 színességi diagramon).
- HSV, HSL. Az RGB hármasból százalékos értéket képeznek, 60-nal való szorzással számítják a színezeti szöget (h, hue). Ennek végpontja ezért a 300°.

## A színek jellemzői
Különbséget kell tennünk színinger és színészlelet között. A színinger (színes fényinger) a tudatunktól és látásunktól független természeti jelenség.
A színészlelet a színinger által létrehozott, az emberi látás és a tudat által létrehozott változata a színes jelenségeknek.
Az alábbiakban e kettőt egymással összehasonlítva írjuk le.

### A fényszínek
Ennek kettős értelmezése van. A szabvány szerint azok a színek, melyek közvetlenül egy fényforrásból vagy önvilágító módon jutnak a szemünkbe. Főszínei a vörös, zöld, kék  (perceived colour 17-22-040). A fényvisszaverő felületekről (szekunder fényforrásról, hivatalosan: önvilágító szín luminous colour 17-22-045) érkező fényt ugyanígy érzékeljük. Hasonlóképpen nem önvilágító szín (non-luminous color 17-22-046) az, amely fényáteresztő, vagy diffúz fényforrásból származik. Additív színinger keverés esetén a fényszínek egyenlő arányban fehérre egészítik ki egymást.
A Nemzetközi Világítástechnikai Bizottság 2020-ban értelmezett egy új mennyiséget a fényforrások minőségének kereskedelmi jelzésére, és ezt magyarul szintén fényszínnek nevezzük Színhőmérséklet#Világítástechnika (a német Lichtfarbe tükörfordítása).

### Tárgyszínek
Azok a színek melyek egy tárgyról visszaverődve vagy azon áthaladva jutnak a szemünkbe, azok a tárgyszínek 17-22-042. A szubtraktív színinger keverésnek (17-23-30 additive mixture of colour stimuli) cián, bíbor, sárga CMYK (Cyan - Magenta - Yellow), ahol a  "Key"  a fekete festéket jelöli, mert a valóságban nem vagyunk képesek előállítani olyan tiszta tárgyszínt, melynek mindegyike tartalmaz feketét, valamint fehéret, így szürkét kapunk összekeverésük után. A fekete szín pótlása így szükséges. Szubtraktív keverés esetén a tárgyszínek egyenlő arányban feketére egészítik ki egymást.

### Felületszín
Színészlelet, amely a fényt diffúzan visszaverő, vagy diffúzan kibocsátó felülethez tartozik. Az MSZ 9620:1991 szerint a 845-02-20. A magyar és a 2020 évi angol meghatározás (surface colour) megegyezik.

### A színek a gyakorlatban
A színhőmérséklet
Színhőmérséklet egy olyan Planck-sugárzónak a hőmérséklete, amely  sugárzásának ugyanaz a színessége, mint a kiválasztott színingeré. (856-03-49)
Korrelált színhőmérséklet annak a Planck-sugárzónak a hőmérséklete,  amelynek színészlelete a legjobban hasonlít a kiválasztott ugyanolyan világosságú színinger színészleletéhez, meghatározott megfigyelési feltételek között.. A 2020-as meghatározás kijelöli a CIE1976 UCS diagram u'v' színességi koordinátáit illetve a ΔC króma értékét.
A csillagászatban használatos hőmérsékleti színskála fehér, sárga, narancssárga és vörös, vannak köztes színek. A színosztályok a következők: O (25 000), B (kékes), A (kék-fehér), F (10 000), sárga-fehér (6 000), narancssárga (4 000) és vörös (3 000) Kelvin fokba amit a csillagok látszólagos színeinek a meghatározására készítettek. A  fényforrások színhőmérsékletét hasonlóképpen adjuk meg.

#### Színezet

A tizenkét osztású színkörben a komplementer színpárok átlósan egymással szemben helyezkednek el

A színkörön elhelyezkedő tiszta színek megnevezése (sárga, sárgásnarancs, narancssárga stb.). Az emberi szem kb. száz színárnyalatot tud elkülöníteni a színkörben
a) Kiegészítő (komplementer) színek: A színkörben egymással szemben álló színek: vörös-zöld, sárga-lila, kék-narancs.
b) Hideg és meleg színek: A színek különböző hőérzetet keltenek bennünk. A sárga-vörös oldal a tűz melegére emlékeztet, a kék-zöld pedig a jeges téli hideg érzetét kelti. Néhány szín hőhatása a környezet színétől függ, pl. a lila a hidegebb színek között meleg hatású. Hideg színekkel is kelthető meleg érzet, ha más színek környezetébe kerülnek, pl. a sárgászöld a kékek és a zöldek között meleg színhatású. A színekkel térbeliséget is kifejezhetünk. Sötét háttér előtt a világos, meleg színek közelebbinek, a sötétebb hideg színek pedig távolabbinak látszódnak. Abszolút meleg szín a narancssárga, és abszolút hideg szín a kékeszöld.
c) A színek hangulati hatása: Az emberek közérzetét és hangulatát a vegetatív idegrendszeren keresztül a színek is befolyásolják, pl. a hideg, sötét színek komor, nyomasztó hatásúak és szomorúságot keltenek. A meleg, világos színek barátságos, könnyed hatásukkal pedig kellemes hangulatot biztosítanak.

#### Tónus (valőr)
A színek különböző világossági és sötétségi foka. Legvilágosabb a sárga, legsötétebb pedig az ibolya (sötét lila). A valőr kifejezés a festészet gyakorlatában használatos. A Világítástechnikai Szótár francia változatában ez a kifejezés csupán annyit jelent: érték, például 845-04-72 valeur réflectométrique = reflektométeres mérés eredménye.

#### Telítettség
a) Telt színek: a színkör tiszta színei, melyekhez sem fehér, sem fekete szín nincs hozzá keverve.
b) Tört színek: fehér hozzáadásával a telt színeket kivilágosítjuk (derítjük), fekete hozzá adásával pedig sötétítjük (tompítjuk). Tört színeket kapunk akkor is, ha a tiszta színekhez szürkét adunk, vagy a kiegészítő színpárokat egymással összekeverhetjük.

## A színek tulajdonságai
A hétköznapi életben és a méréstechnikában eltérő elnevezéseket használunk.
A szín elsősorban a dolgok színes tulajdonságát fejezné ki. Azonban a hétköznapi nyelv és a szakma eltérő, az előbbi ide sorolja a „fehér színt” és a „fekete színt” is. Valamennyi grafikusan szemléltetett színtérnek egyenrangú része a fehér is és a fekete is. Ha mégis a felületeknek az akromatikustól eltérő színes tulajdonságát akarjuk kifejezni, akkor a színezet (angolul hue) szót használjuk. A Nemzetközi Világítástechnikai Szótár ezzel a szóval kétféle értelemben jelöli a színezetet. Unitary hue (egységszín; észlelhető, de a saját nevén kívül más névvel nem illethető színezet) és Colour primaries (alapszíningerek: a trikromatikus rendszer három alapszíne).
Ha egy tárgyra színes fényt vetítünk, vagy a tárgy maga színes; vagy mindkét feltétel teljesül, akkor a róla visszaverődő fény spektruma hiányos; egyenlőtlen – vagyis színes. Ezt színes fényingernek nevezzük. Műszeres mérését a színinger metrika feladata ellátni. Az emberi látószerv képes a fénynek ezt a tulajdonságát érzékelni, ekkor a látószervben színes fényérzéklet keletkezik. A látóideg által az agyba továbbított érzékletet az agy feldolgozza, és a látókéregben színes észlelet keletkezik. Az észleletet az emberi agy hangulatának, pszichológiai beállítottságának megfelelően értékeli. Ilyen jelenség például a szukcesszív színkontraszt (a színingerek megítélése azok egymás utánisága alapján). A szín kifejezést önmagában használni megtévesztő
Az elektromágneses sugárzás emberi szem által látható tartományba eső részére érzékeny a szem retinája, de a különböző hullámhosszú fényekre másként reagál, ez okozza a különböző színüket. Háromfajta érzékelő fotopigmentet lehet megkülönböztetni, melyek érzékenysége a vörös, a zöld és a kék színeknél a legerősebb. A látórendszer fontos tulajdonsága a színállandóság, tehát az agy a színeket nem abszolút módon azonosítja, hanem relatív úton, a környezethez hasonlítva.
Egy szín származhat monokromatikus fényből, ha egy adott hullámhosszúságú fénysugarat észlelünk, vagy több fény keverékéből, ha több különböző hullámhosszúságú fénysugár összességét érzékeljük. A szemünk ugyanúgy sárgának érzékeli a sárga színnek megfelelő hullámhosszú fényt, mint a vörös és a zöld színeknek megfelelő hullámhosszú fények keverékét stb. Vannak színek, amelyeknek nincs monokromatikus megfelelője, csak színkeveréssel állíthatók elő, például a bíbor.
Azt a színt, amely a teljes spektrumon azonos intenzitású, fehérnek nevezzük. Mivel a legtöbb élőlény, így az emberek látása is a Nap spektrumához igazodott, az érzékelés szempontjából a Napból érkező fényt is fehérnek nevezhetjük, noha ez csak a látható tartományban egyenletes.
A fekete színt nemcsak fény, hanem a fény teljes hiánya is kiválthatja.
Az elnevezési problémák a magyarhoz hasonlóan a német nyelvben is zavart keltenek. Erre utalva a Nemzetközi Világítástechnikai Szótár a következőket írja (eredetileg angolul):
A szín (Farbe) kifejezést gyakran használják a színérzéklet (Farbempfindung) szinonimájául. A szín kifejezést a színezetre (Farbvalenz) vonatkozóan nem szabad használni, hacsak a szövegkörnyezetből ki nem derül a jelentése.

### Színek érzékelése
Az érzékelés és megfigyelés típusa szerint a következő osztályokat állíthatjuk fel:
- A megfigyelt szín
  - Fizikai leírása, pszichofizikai tulajdonságok
  - Osztályozás, rendszerezés, színminta atlaszok
  - Azonosítás, összehasonlítás, mérés
- A cselekvő szín
  - Keverés (additív, szubtraktív)
  - Színharmóniák: komplementer harmóniák, összetett harmóniák
  - Színkontraszt: sötét–világos, hideg–meleg, komplementer, mennyiségi, szimultán, szukcesszív színkontraszt
- Az alkotó szín
  - Színöröm, színasszociáció, színszimbólum
  - Szín és az ember: művészeti, színkedvelési ismeretek
  - Szín és a tárgyi világ: struktúra, forma és tér

### Színek rendszerezése
A történelemben több ízben alkottak már színrendszereket. A színeket kezdetben csak megnevezésük azonosította: ásványi, állati, vagy növényi származék. Az alább felsorolt rendszerek jelenleg is használatosak; kereskedelmi, vagy műszaki alkalmazásokban. A színek történetiségét José Luis Caivano dolgozta fel a Buenos Aires-i egyetemen és Általánosan használható szabad színszámító szolgáltatás található az easyRGB honlapján
- Munsell színminta atlasz A színminta atlasz végén külön táblázatot találunk az akromatikus színek számára (fehértől a feketéig)
- NCS (Natural Colour System)[17] Anders Hård (a rendszer alkotój)[18]
- Pantone[19] Ez a rendszer a nyomdászati CMYK rendszerezés szerinti színazonosítókat használja[20] Pantone közelítő színek táblázata[21] Pantone Coated 100C–814C, Pantone Uncoated 100U–814U
- DIN (Deutsche Institut für Normung)[22][23] A CIE színmérő rendszer szabványszáma: DIN 5033.[24] DIN6164 szerinti TSD rendszer:
  - T: BuntTon 1–24,99 színezet
  - S: Sättigung 0–16 telítettség
  - D: Dunkelstufe 0–10 sötétségi fokozat
- RAL Farben[25] Német szabványokba beágyazva. RAL 1000–RAL 9022 (RAL Classic), RAL 000 15 00–360 92 05 (RAL Design), RAL 110-1–RAL 870-M (RAL Effect)
- BS (British Standard) BS381C, BS2660, BS5251, BS4800
- COLOROID színatlasz[26][27] Leírása és beszkennelt táblázatai a Debreceni Egyetemen megtalálhatóak[28]
- OSA (Optical Society of America) színminta atlasz ismertetője (megtekinthető belőle egy lap képe)[29]
- RHS színlista (Royal Horticultural Society)[30]
- UCL (Universal Color Language)[31]
- Радуга (Szivárvány)[32]

Kémiai csoportok szerint rendezett, igen fontos gyűjtemény a Colour Index International. Ennek célkitűzése összegyűjteni a szabadalmi oltalom alatt álló színezékeket (festékeket és pigmenteket egyaránt).
Az élelmiszeradalékok európai rendszere az E-100 és E-181 között sorolja fel az élelmiszerszínezékeket. Az Európai Közösség másik dokumentuma az EINECS, amely más szempontok szerint osztályozott színezékeket is tartalmaz, többek között a kozmetikai felhasználásúakat. Az élelmiszeradalékokat az Egyesült Államok vonatkozásában kissé eltérő rendszerben azonosítják.
Önálló japán színgyűjteményt találunk Toyo Color Finder Color Guide néven
Az Egyesült Államok kormányzati és honvédelmi célokra önálló színszabványt bocsátott ki. Fontos szabványosítási lépés volt az ISCC-NBS Universal Color Language, könyv formájában is
A CMYK alapokon tervezett digitális színatlaszt Németországban dolgozták ki
Az Európai Unió saját színkezelő rendszere a European Color Initiative

### Színek típusai

Színek kategóriái. Középen felülről lefelé: tört, pasztell és barna színek

- Telített színek – színtelítettsségük igen nagy, Munsell-skála esetén pl. C 15-nél nagyobb, igen kevés szürke tartalommal (a kék szín krómája akár 26 is lehet), angolul: strong colours
- Élénk színek – nagy színtelítettségű, világos színek (szürke tartalmuk világos), angolul: vivid colours
- Tört színek – telítetlen és igen világos színek (szürke tartalmuk világos). Munsell jellemzőik: 9V/2C, angolul: pale colours
- Pasztell színek – közepesen világos, de viszonylag telített (tiszta) színek, közepes szürke tartalommal. Munsell jellemzőik: 6-8V és 4-6C, angolul: moderate colours
- Barna színek – Alacsony telítettségű színek nagy szürke tartalommal (főként a sárga és narancs színek sötét változatai). Munsell jellemzőik: 6-9V és 4-8C, angolul: brown colours

Bővebben: Színország törvényei, CD-lemez
| Név                                  | COLOROID | COLOROID    | COLOROID   | Munsell  | Munsell    | Munsell | RGB (külön) | RGB (külön) | RGB (külön) | RGB (hex) |
| Név                                  | A        | T           | V          | H        | V          | C       | R           | G           | B           | RGB (hex) |
| Név                                  | színezet | telítettség | világosság | színezet | világosság | króma   | vörös       | zöld        | kék         | jel       |
| ------------------------------------ | -------- | ----------- | ---------- | -------- | ---------- | ------- | ----------- | ----------- | ----------- | --------- |
| tört színek (Nemcsics: Színdinamika) |          |             |            |          |            |         |             |             |             |           |
| alument                              | 10       | 12          | 90         | 5GY      | 9          | 2       | 232         | 231         | 211         | E8E7D3    |
| lenszőke                             | 15       | 10          | 90         | 2,5Y     | 9          | 2       | 240         | 228         | 215         | F0E4D7    |
| melegfehér                           | 20       | 10          | 85         | 10YR     | 9          | 2       | 231         | 215         | 203         | E7D7CB    |
| pasztell színek                      |          |             |            |          |            |         |             |             |             |           |
| pasztellsárga                        | 10       | 37          | 90         | 2,5GY    | 9          | 4       | 236         | 234         | 164         | ECEAA4    |
| pasztellrubin                        | 34       | 27          | 60         | 10RP     | 6          | 8       | 219         | 129         | 153         | DB8199    |
| pasztellvörös                        | 30       | 10          | 75         | 5YR      | 8          | 2       | 222         | 184         | 181         | DEB8B5    |
| krappbíbor                           | 40       | 7           | 60         | 10RP     | 6          | 2       | 171         | 149         | 158         | AB959E    |
| pasztellviola                        | 45       | 7           | 72         | 10P      | 8          | 2       | 193         | 181         | 197         | C1B5C5    |
| pasztell-lila                        | 43       | 10          | 72         | 2,5RP    | 8          | 2       | 200         | 179         | 196         | C8B3C4    |
| nürnbergi kék                        | 54       | 37          | 70         | 7,5B     | 8          | 4       | 150         | 190         | 220         | 96BEDC    |
| Metternich-zöld                      | 71       | 10          | 75         | 2,5G     | 8          | 4       | 171         | 200         | 172         | ABC8AC    |
| barnák                               |          |             |            |          |            |         |             |             |             |           |
| umbra                                | 14       | 10          | 45         | 2,5Y     | 5          | 4       | 132         | 114         | 82          | 847252    |
| sienna                               | 15       | 22          | 47         | 2,5Y     | 5          | 10      | 158         | 115         | 3           | 9E7303    |
| kaseli barna                         | 16       | 27          | 70         | 10YR     | 7          | 4       | 216         | 172         | 123         | D8AC7B    |
| égetett okker                        | 16       | 27          | 57         | 10YR     | 6          | 6       | 190         | 138         | 64          | BE8A40    |
| dohánybarna                          | 13       | 12          | 50         | 5Y       | 6          | 4       | 143         | 128         | 92          | 8F805C    |
| anatóliai barna                      | 20       | 10          | 37         | 10YR     | 4          | 4       | 124         | 90          | 53          | 7C5A35    |
| csokoládébarna                       | 21       | 7           | 40         | 10YR     | 5          | 2       | 125         | 99          | 80          | 7D6350    |
| négerbarna                           | 23       | 10          | 37         | 5YR      | 4          | 6       | 134         | 85          | 58          | 86553A    |
| pontusi vörös                        | 26       | 17          | 50         | 10R      | 6          | 8       | 190         | 108         | 92          | BE6C5C    |
| van Dyck-barna                       | 32       | 7           | 37         | 5R       | 4          | 4       | 129         | 85          | 87          | 815557    |
| zöldesbarna                          | 15       | 14          | 44         | 2,2Y     | 4,6        | 4,8     | 145         | 118         | 65          | 917641    |
| Lukács Gyula: Színmérés              |          |             |            |          |            |         |             |             |             |           |
| kadmiumsárga                         | 13,8     | 61          | 78         | 4Y       | 8          | 15,5    | 236         | 197         | 41          | ECC529    |
| MI 8618-78                           | 15       | 57,7        | 76,6       | 3,3Y     | 7,81       | 15,8    | 254         | 191         | 0           | FEBF00    |
| MI 8618-78                           | 31,5     | 12,5        | 25,5       | 8,9R     | 2,97       | 13,8    | 159         | 2           | 1           | 9F0201    |
| kárminpiros                          | 31,8     | 17          | 28         | 7,8R     | 3,3        | 12,9    | 160         | 10          | 34          | A00A22    |
| smaragdzöld                          | 71       | 7           | 32         | 0,8G     | 3,8        | 8,13    | 34          | 105         | 42          | 22692A    |
| türkizzöld                           | 63       | 13          | 31         | 9,5G     | 3,6        | 8,13    | 0           | 126         | 85          | 007E55    |
| RAL9001 krémfehér                    | 16       | 26          | 89         | 2,5Y     | 9          | 0,8     | 232         | 227         | 214         | E8E3D6    |
| RAL9002 szürkésfehér                 | 21       | 5,1         | 83         | 8,2Y     | 8,5        | 0,5     | 215         | 214         | 200         | D7D6C8    |

A COLOROID színharmóniák szempontjából egyenletes lépésközű rendszer, a Munsell viszont érzékelés szempontjából egyenletes. Ezért, és az igen telített színek matematikai kezelése miatt a táblázat csak tájékoztató jellegű. A táblázat kiinduló adatai egytől egyig szakkönyvekből származnak.

### Színek funkciója
Biztonsági szín- és alakjelek: grafikus szimbólumok ISO 7010:2003, illetve ISO 3864, színek MSZ 17066:1985, utánvilágító festékek: DIN 67510:2002
Országos tűzvédelmi szabályzat

## A látható fényspektrum színei
| Szín    | Hullámhossztartomány | Frekvenciatartomány |
| ------- | -------------------- | ------------------- |
| vörös   | ~ 640–750 nm         | ~ 480–405 THz       |
| narancs | ~ 590–640 nm         | ~ 510–480 THz       |
| sárga   | ~ 550–590 nm         | ~ 530–510 THz       |
| zöld    | ~ 490–550 nm         | ~ 600–530 THz       |
| cián    | ~ 485–500 nm         | ~ 620–600 THz       |
| kék     | ~ 450–490 nm         | ~ 670–620 THz       |
| ibolya  | ~ 360–430 nm         | ~ 790–670 THz       |

## Színkeverés

Összeadó (additív) színkeverés

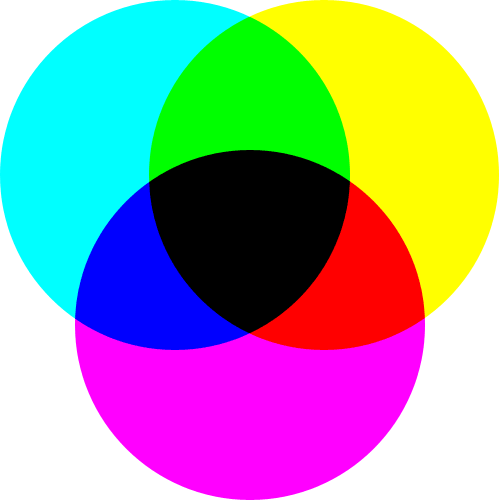
Kivonó (szubtraktív) színkeverés

### A Grassmann-törvények
Hermann Günther Grassmann szerint:
1. Bármely színezet meghatározható három független érték alapján
2. A keverék színezete nem függ az összekevert színek spektrális eloszlásától
3. Két szín additív keverésénél a felület világossága növekszik
4. Ha folytonosan változtatjuk az összegzett színingerek bármelyikét, akkor az eredményül kapott színinger is folytonosan változik

### Színkeverés általánosan
Ha színes fénysugarakat összekeverünk, az eredmény egy kevert színű fénynyaláb lesz, amelyben az emberi érzékelés számára az egyes komponensek nem választhatók szét. Az ilyen fajta színkeverést összeadó színkeverésnek nevezik. Rendszeresen találkozunk vele televízió-nézéskor, vagy bármiféle színes kijelzős elektronikai készülékek használatakor. Az összeadó színkeverés alapszínei a vörös (piros), a zöld és a kék, ezeket különböző arányban keverve minden színt megkaphatunk, de csak azokat, amelyek a gamut belsejébe esnek. Az ezen kívülre eső színeket az emberi agyműködés (képzelet) adja hozzá.
Az additív színkeverés hivatalos meghatározását a következőképpen kell értelmezni: ha több színes fényinger éri az emberi látószervet, azt egyetlen önálló színérzékletként észleljük. Tehát nem az észleletet keverjük, hanem a színingereket.
Felületen való visszaverődéskor, szóródáskor a felület a fénynyaláb bizonyos hullámhosszúságú összetevőit elnyelheti (abszorbeálja), kivonhatja, ezért látjuk a fehér fénnyel megvilágított tárgyakat színesnek. Azt a fajta színkeverést, amikor nem színek összeadásával, hanem színösszetevők kivonásával kapunk új színt, kivonó színkeverésnek nevezzük. Legkézenfekvőbb példája a festőművészet, amikor különböző színű festékek keverésével érjük el a kívánt színhatást, de a hagyományos színes fényképezés, nyomtatás is ezen az elven alapul. Ilyenkor a színes felület színének azt a színt érzékeljük, amely a megvilágító fehér fény spektrumából megmarad, a többi elnyelődik. A kivonó színkeverés ideális alapszínei a magenta (bíbor), sárga és a cián (türkíz), de a színes nyomtatás fekete festéket is használ, a festészet pedig még többféle színt.

## Színbontás

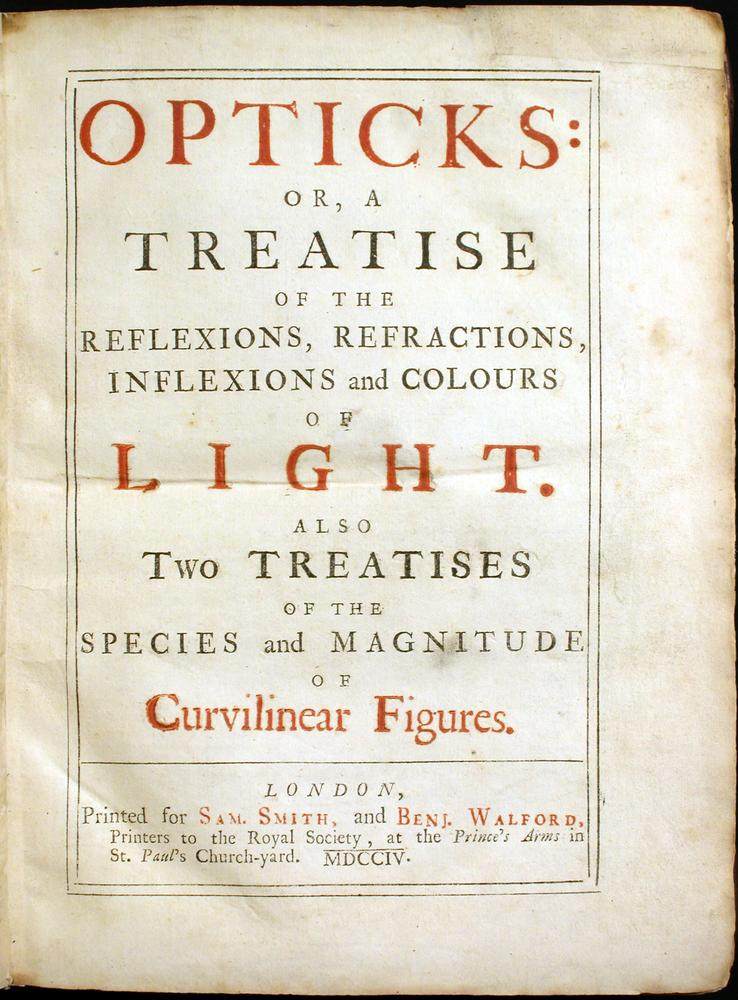
Newton könyvének címlapja

Az összetett fénysugár egy prizma segítségével felbontható monokromatikus összetevőire. Isaac Newton írta le először, hogy a fehér fény sok-sok ilyen összetevőből áll.

## Színérzékelés

### A szemben
| Típus | Név | Érzékenységi tartomány | Érzékenységi csúcs |
| ----- | --- | ---------------------- | ------------------ |
| S     | β   | 400–500 nm             | 420–440 nm         |
| M     | γ   | 450–630 nm             | 534–545 nm         |
| L     | ρ   | 500–700 nm             | 564–580 nm         |

Az emberi szemben háromféle színérzékelő receptorsejt van, ezek a csapok. A különböző hullámhosszú fény ezeket más és más mértékben stimulálja. A sárgászöld az L és M csapokat egyformán erősen, de az S csapokat kevéssé aktiválja. A vörös fény az L csapokat sokkal inkább, mint az M csapokat, és az S csapokat nehezen; a kék-zöld az M csapokat erősebben, mint az L csapokat, és az S csapokat egy kicsit erősebben, és a pálcikáknak is ez a fő stimulálója; az ibolyára majdnem kizárólag az S csapok válaszolnak.Az agy ezekből az információkból alkotja meg a különböző színeket a különböző hullámhosszakhoz (a rövidítés forrása a hullámhosszra utal: Long – Medium – Short).
Az L és M csapok pigmentjeinek génjei az X-kromoszómán öröklődnek. Ezek mutációja vezethet a színtévesztés gyakoribb típusaihoz. Az OPN1LW génnek sok változata alakult ki; Verrelli és Tishkoff 85 változatát találta meg 236 férfiban. Ez a gén egy sárga színre érzékeny pigmentet kódol, és egyfajta tetrakromáziához vezet a nők 10 százalékában. A kékeszöldre érzékeny pigmentet kódoló OPN1MW gén változatai kevésbé vannak hatással a spektrális érzékenységre.

### Színérzékelés az agyban
A színfelismerés kisgyerekkorban a jobb agyféltekében történik, de a színek nevének megtanulásakor áttevődik a bal agyféltekébe.

### Színtévesztés, színvakság
A régebbi elmélet szerint színérzékelési hiányosságok főként akkor fordulnak elő, ha egy személy egy vagy több szín látására képes csapsejtje hiányzik vagy kevéssé érzékeny. Az újabb elmélet szerint szó sincs a csapok funkciójának elvesztéséről, hanem inkább az érzékenység eltolódásáról. Ha az alany kevesebb színt lát, akkor színtévesztő, ha pedig csak a szürke árnyalatait érzékeli a fehértől a feketéig, akkor színvak. 
Az újabb elméletet színszűrős szemüvegek igazolják, amikkel az alanyok képesek úgy látni, ahogy a többség. Eszerint a jó színlátó, a színtévesztő és a színvak között nincs éles válaszfal; úgyhogy ma már a színtévesztéseket sem nevezik anópiának, hanem anomáliának. Agyi sérülések is okozhatnak színlátási zavarokat, ha a vizuális rendszer sérül.

### Tetrakromázia
Míg a legtöbb ember trikromát, azaz háromféle színészlelő receptora van, addig sok állatnak négyféle. Közéjük tartozik néhány pókfaj, a legtöbb erszényes, madár, hüllő, és a halak sok faja. Más fajok azonban csak két alapszínt látnak, vagy egyáltalán nem látnak színeket; ezeket dikromátoknak, illetve monokromátoknak hívják. A rovaroknak van egy ibolyántúli receptoruk is kb. 360 nm-nél, a vörös receptoruk rövidebb hullámhosszúságú (kb. 600 nm), mint az emberé. A halak között van olyan faj is, amelynek hat receptora van.
Különbséget kell tenni a retinális tetrakromázia és a funkcionális tetrakromázia között. Az előbbiben négyféle színészlelő receptor van a retinában, az utóbbiban pedig az illető egyed e négyféle receptor segítségével képes jobban megkülönböztetni a színeket.
A nők fele, de a férfiak kis százaléka retinális tetrakromát. Ez fokozottan érvényesül, ha az adott egyén kétféle változatot örökölt az egyik csapfajta (közepes vagy nagy hullámhosszra érzékeny) génjéből. Ez a gén az X-kromoszómán helyezkedik el, ami különbséget okoz a nemek arányában. Közülük egyesek jobban meg tudják különböztetni a színeket, ezért funkcionális tetrakromátok.

### Szinesztézia
A szinesztézia egyes formáiban betűk és számok látása, vagy zenei hangok hallása színérzetet is kivált. Kísérletekkel és leképező technikákkal mutatták ki, hogy ezek a színészlelések megnövekedett tevékenységgel járnak az agynak a színekkel foglalkozó részén, és hasonló agyi folyamatok hozzák létre őket, mint amik a valós színeket is létrehozzák.

### Utóképek
Az erős fénynek kitett fényreceptorok deszenzitiválódnak, ha ez a fény az érzékeny tartományukban éri őket. Még mindig kevésbé jeleznek a szokásosnál néhány másodperccel azután, hogy a fény kihunyt. Az ez alatt látott színekben ez a komponens kevésbé van jelen, mint egyébként; ez a jelenség vezet az utóképek kialakulásához, amikor a szem tovább lát egy élénk színű figurát, de komplementer színben.
Az utóképeket a festők is felhasználták, megjelenítették, mint például Vincent van Gogh.

## Színszimbolika

Hagyományos színkerék, amelyet 1867-ben Charles Blanc fejlesztett ki

Hippokratész az emberi vérmérséklet jellemzésére a színeket használta:
szangvinikus – vörös
kolerikus – sárga
melankólikus – fekete
flegmatikus – fehér
Az ókorban a négy alapelem megjelölésére:
tűz – vörös
levegő – sárga
víz – kék
föld – zöld
A heraldikában:
bátorság – vörös
állhatatosság – narancs
tisztelet – sárga
termékenység – zöld
őszinteség – kék
méltóság – bíbor

## A színek a festészetben
A tapasztalat azt mutatja, hogy a másodlagos színeket nem könnyű kikeverni, hogy a lila és a narancssárga meglehetősen labilis, mert nagyon könnyen túlsúlyba kerül benne valamelyik alapszín.
A másodlagosok az alapszínek kiegészítői. A zöld a vörös kiegészítőszíne, mert nincs benne vörös, a narancssárga a kéké, a lila a sárgáé. Habár minden értékük, színerősségük, világos-sötét, hideg-meleg hatásuk eltérő, ennek ellenére „keresik egymást”, összekapcsolódnak: szemünk is megkívánja ezt a teljességet, mert a kiegészítő színpárokban megvan mind a három alapszín. A kiegészítő színek kölcsönhatása alapján sok festő ösztönösen harmonikus képet készített a római középkoron át egészen napjainkig.
Mivel a kiegészítő színek kontrasztosak, ezért alkalmasak arra, hogy egy-egy tárgy tömegét árnyalatokkal emeljék ki. Pierre-Auguste Renoir Almás csendéletén a piros gyümölcsök gömbölydedségét az árnyékot helyettesítő színek adják meg. Megfigyelhetjük azt, hogy a színek önmagukban is képesek kifejezni fényt és sötétséget (nem kell hogy tört szín legyen). A középkori freskókon az arcok rózsaszínes árnyalatához a kontúrok zöldes árnyéka kapcsolódik.
A színek világos-sötét kontrasztját legjobban az impresszionisták használták ki, akik festményeik közül eltávolították a feketét és fehéret, és a fényt meleg színekkel, az árnyékot a megfelelő hideg kiegészítőkkel festették meg. Egy szín minél világosabb, annál melegebbnek tűnik, és fordítva.
Számos kísérlet tanúskodik arról, hogy a színek aszerint hogy melegek vagy hidegek, befolyásolják aktivitásunkat és hangulatunkat. A színek pszichikai hatásához a dinamikájuk is hozzátartozik.
A színek minden tulajdonsága és értéke viszonylagos, mert mindig változnak, átalakulnak. Vincent van Gogh Nyári est Arles-ban (Búzamező) című képén mindhárom alapszín megjelenik. Ez a legerősebb színkontraszt. A sárga a vászon kétharmadán dominál, de a város fekete sziluettjén túl is megjelenik a napban. Az alkony a város házait vörösre festi, s ez visszaverődik a búzatábla sárgáján is, amely emiatt még melegebb és még érettebb, olyan, mintha magába szívta volna az égitest minden erejét.
A tizenkét részes színkörben még hat szín van. Ezeket köztes színeknek hívjuk. A vörös köztes színt alkot a narancssárgával és a lilával, a sárga a narancssárgával és a zölddel, a kék a lilával és a zölddel. Ezen színek szerepe az árnyalatok kialakításában rejlik.

## Színek használata a marketingben
Számos kutatás is bizonyítja, hogy a nőknek és a férfiaknak, illetve az eltérő korúaknak és kultúrájú embereknek más és más színnel lehet hatásosan információt átadni.
A színek jelentése minden emberben közös, de kisebb mértékben különbözhet a kulturális, nagyobb mértékben az egyedi jelentés.
Elmondhatjuk, hogy minden színnek más lehet a hatása. Az általuk felébresztett érzelmek függnek az adott szín árnyalatától, a személyiségünktől, hangulatunktól is. Illetve, hogy milyen színeket látunk egymás mellett.
A marketingben tudatosan használják az egyes színeket annak az érdekében, hogy hatásosabban átadják a kívánt üzenetet az elérni kívánt célközönségnek.

## További információ
- Bibliográfiai adatbázis a színelméletről, Buenos Aires University
- Szín, kontraszt és dimenzió a News Designban
- Color szócikk a Barry Maund-féle Stanford Encyclopedia of Philosophyból
- Goethe és Newton színelméletének összehasonlító elemzése
- The Creation of Color in Eighteenth-Century Europe
- Miért színesek a dolgok? Archiválva 2010. június 12-i dátummal a Wayback Machine-ben
- Why Should Engineers and Scientists Be Worried About Color?
- Johannes Itten: A színek művészete. Szubjektív élmény és objektív megismerés mint a művészethez vezető utak; ford. Karátson Gábor; Corvina, Bp., 1978
- Johann Wolfgang Goethe: Színtan. Didaktikai rész; vál., új színes táblák összeáll., bev. Johannes Pawlik munkája, ford. Rajnai László; Corvina, Bp., 1983 (Művészet és elmélet)
- Nemcsics Antal: Színdinamika. Színes környezet tervezése; 2. bőv. kiad.; Akadémiai, Bp., 2004
- Josef Albers: Színek kölcsönhatása. A látás didaktikájának alapjai; ford. Mauer Dóra; Magyar Képzőművészeti Egyetem–Arktisz, Bp., 2007
- Johann Wolfgang Goethe: Színtan. A teljes "Didaktikai rész"; ford., előszó, jegyz. Hegedűs Miklós; Genius, Bp., 2010
- R. Török Mária: A szín mindennapi életünk környezetkultúrájában. Belsőépítészeknek, lakberendezőknek, otthonteremtőknek; Terc, Bp., 2014
- Jean-Gabriel Causse: A színek hatalma; ford. Schnedarek Réka; Partvonal, Bp., 2016
- David Coles: Chromatopia. A színek képes története; fotó Adrian Lander, ford. Sipos Dániel; Corvina, Bp., 2020
- Johannes Itten: A színek művészete. A szubjektív élmény és az objektív megismerés mint a művészethez vezető utak; ford. Karátson Gábor, Szegedi Csaba; Göncöl–Saxum, Bp., 2002